# Zheng Siwei
Zheng Siwei (chiń. 郑思维, ur. 26 lutego 1997 r.) – chiński badmintonista, mistrz i wicemistrz olimpijski, dwukrotny mistrz świata, dwukrotny medalista igrzysk azjatyckich, dwukrotny brązowy medalista mistrzostw Azji, czterokrotny mistrz świata juniorów i sześciokrotny mistrz Azji juniorów.